# Saint-Mars-la-Réorthe
Saint-Mars-la-Réorthe är en kommun i departementet Vendée i regionen Pays de la Loire i västra Frankrike. Kommunen ligger i kantonen Les Herbiers som tillhör arrondissementet La Roche-sur-Yon. År 2022 hade Saint-Mars-la-Réorthe 1 033 invånare.

## Befolkningsutveckling
Antalet invånare i kommunen Saint-Mars-la-Réorthe
| Referens: INSEE |